# Valerià de Cemelium
Valerià (Valerianus) fou un bisbe que apareix com a autor d'un discurs titulat De Bono Disciplinae, amb el títol Episcopus Cemeliensis, és a dir bisbe de la ciutat de Cemelium que era propera a la ciutat de Niça.
El bisbat de Cemelium fou unit al de Niça per decret del papa Lleó I el Gran, per la qual cosa hauria viscut en la primera meitat del segle v. Sembla que fou present als concilis de Ries (439) i Arle (455) però aquesta presumpció no té suport documental.